# Callaly Castle

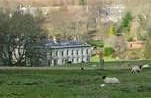
Schäferszene auf dem Anwesen von Callaly Castle

Callaly Castle ist ein Landhaus nördlich des Dorfes Callaly, etwa 14,5 km westlich von Alnwick in der englischen Grafschaft Northumberland. English Heritage hat das Gebäude als historisches Bauwerk I. Grades gelistet.

## Frühere Gebäude
An der Stelle des heutigen Herrenhauses gab es in der Eisenzeit eine Wallburg. Im 12. Jahrhundert entstand dort eine Motte. Ein Peel Tower wurde im 14. oder 15. Jahrhundert errichtet.

## Landhaus
1619 ließ John Clavering das heutige Landhaus erbauen und den Peel Tower als Westflügel integrieren. Erste größere Anbauten an dieses neue Haus führte 1676 der Architekt Robert Trollope durch. 1707 wurden die Fassaden grundlegend überarbeitet, sodass alle früheren Gebäudeteile verdeckt wurden.
Das Landhaus war viele Jahre lang das Heim der Familie Clavering. Teil des Hauses war eine römisch-katholische Kapelle, die ausgesegnet wurde, als die Claverings das Anwesen 1877 verkauften.
Im 18. und 19. Jahrhundert ließen die Claverings etliche Änderungen anbringen und in den 1890er-Jahren ließ der neue Eigner, Alexander Browne, das Landhaus von Grund auf restaurieren.
1987 wurde das Haus durch den Architekten Kit Martin in einzelne Wohnungen aufgeteilt.